# Conjunto errante
Nos ramos da matemática e da teoria dos sistemas dinâmicos, o conceito de conjunto errante formaliza a ideia de movimento em tais sistemas. Quando um sistema dinâmico possui um conjunto errante de medida positiva, ele é dito dissipativo. Este comportamento é distinto do que ocorre num sistema conservativo, onde vale o teorema da recorrência de Poincaré. Intuitivamente, a conexão entre conjuntos errantes e dissipação é facilmente entendida: se uma porção do sistema "erra" de acordo com a evolução temporal do sistema, a partir de um determinado tempo ele nunca retorna à sua posição original.

## Pontos errantes
A definição de ponto errante para sistemas dinâmicos discretos é a seguinte: Seja {\displaystyle f:X\rightarrow X} uma aplicação contínua, onde {\displaystyle X} é um espaço topológico. Um ponto {\displaystyle p\in X} é dito errante com respeito a {\displaystyle f}, ou simplesmente errante, caso existam {\displaystyle U} vizinhança de {\displaystyle p} em {\displaystyle X} e {\displaystyle N\in \mathbb {N} } tais que {\displaystyle U\cap f^{n}(U)=\emptyset }, para todo {\displaystyle n\geq N}. O conjunto de todos os pontos errantes de {\displaystyle X} é chamado de conjunto errante de {\displaystyle f}.
De forma análoga, seja {\displaystyle \phi :M\times \mathbb {R} \rightarrow \mathbb {R} } um fluxo contínuo sobre uma variedade diferenciável {\displaystyle M}. Dizemos que um ponto {\displaystyle p\in M} é errante caso existam {\displaystyle U} vizinhança de {\displaystyle p} em {\displaystyle M} e {\displaystyle T\in \mathbb {R} } tais que para todo {\displaystyle t\geq T}, {\displaystyle \phi (U\times \{t\})\cap U=\emptyset }.

## Propriedades do conjunto errante
- O conjunto errante de {\displaystyle f} é um subconjunto aberto de {\displaystyle f}.
- O complementar do conjunto errante de {\displaystyle f} é chamado de conjunto não-errante de {\displaystyle f}, e é denotado por {\displaystyle \Omega (f)}.
- Todo ponto recorrente é não-errante.
- É possível mostrar que o conjunto não-errante de um difeomorfismo ou um fluxo sobre uma variedade compacta {\displaystyle M} é sempre não-vazio.
- Se {\displaystyle f:M\rightarrow M} é um difeomorfismo de Anosov sobre uma variedade compacta, então os pontos periódicos de {\displaystyle f} são densos em {\displaystyle \Omega (f)}.